# Tenthredopsis nassata

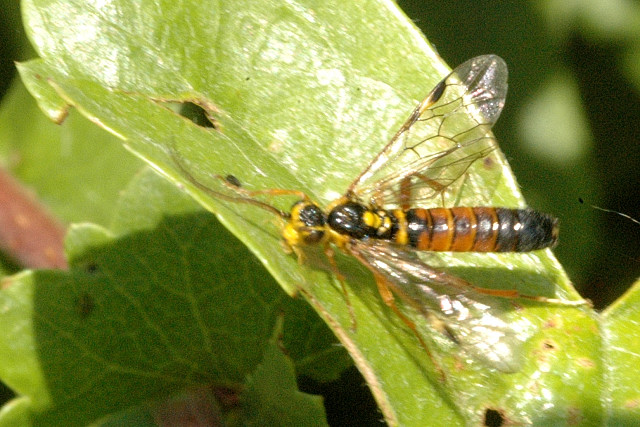
Tenthredopsis nassata

Tenthredopsis nassata ist eine Pflanzenwespe aus der Familie der Echten Blattwespen (Tenthredinidae).

## Merkmale
Die Art erreicht eine Körperlänge von 10–12 mm. Die Pflanzenwespen-Art besitzt eine variable Färbung. Neben einer orangen Farbvariante gibt es eine rot-schwarze. Das Scutellum ist gelb. Dahinter befinden sich 4 gelbe Flecke. Die Flügel sind transparent. Das Pterostigma der orangen Farbvariante ist an der Basis weißlich-gelb, die Costalader gelb. Im Gegensatz zu Tenthredopsis sordida verläuft auf der Ventralseite kein schwarzes Längsband.

## Verbreitung
Die Art kommt in der westlichen Paläarktis vor. In Europa ist sie weit verbreitet. Auf der irischen Insel ist die Art nicht vertreten.

## Lebensweise
Das typische Habitat von Tenthredopsis nassata bilden Wiesen und Hecken. Die Pflanzenwespen beobachtet man von Mai bis August. Die nachtaktiven Larven findet man an Süßgräsern (Poaceae), insbesondere das Gewöhnliche Knäuelgras (Dactylis glomerata) und die Rasen-Schmiele (Deschampsia cespitosa), sowie an Sauergrasgewächsen (Cyperaceae). Die Larven fressen an den Blättern dieser Pflanzen.

## Natürliche Feinde
Die Larven werden u. a. von der Schlupfwespen-Art Dyspetes luteomarginatus parasitiert.